# Németderzs
Németderzs (másképpen Ivánfalva, vagy Jánosfalu, horvátul: Ivanovac, 1875 és 1991-ig között Jovanovac, németül: Johannesdorf) egykor német nemzetiségű falu Horvátországban, Eszék-Baranya megyében. Közigazgatásilag Antalfaluhoz tartozik.

## Fekvése
Eszéktől légvonalban 9, közúton 12 km-re délre, községközpontjától 2 km-re nyugatra, Szlavónia keleti részén, a Szlavóniai-síkságon, az Eszékről Vinkovcéra menő úttól nyugatra fekszik.

## Története
A középkorban ez a vidék mocsaras terület volt, kisebb települések csak a kiemelkedő részeken voltak, ahol a szántóföldi művelés egyáltalán lehetséges volt. Ezek egyike volt a középkori Derzs falu, melynek egyházát az 1332 és 1337 között kelt pápai tizedjegyzék említ először „Ders” alakban. Ugyanebben a formában említik 1417-ben, 1443-ban, 1484-ben és 1487-ben is. 1405-ben „Dersháza” alakban egy valkó megyei királyi ember nevében, 1420-ban pedig „Dersfalva” néven valkói nemesek nevében tűnik fel. A középkori falu valószínűleg a török háborúk idején pusztult el, de neve továbbra is fennmaradt, mert az első katonai felmérés térképén ezt a helyet még a „Drsanicza” névvel illetik, mely név 1851-ig használatban volt. A térkép a mai Németderzstől északra jelzi az egykori Oroszi falu helyét is, melyet 1579-ben említ a török defter. A nevek alapján mind az 54 házában magyar lakosság élt, de ez a falu sem élte túl a török időket.
A mocsaras térség képe akkor változott meg, amikor Adamovich Kapisztrán János báró 1765-ben ide érkezett. Az Adamovich birtokok Csepén, Tenye, Erdőd és Almás közötti övezetben feküdtek. A báró képzett gazdálkodóként rögtön hozzálátott a mocsaras terület lecsapolásához. Csatornákat ásatott a Vuka, a Dráva és a Duna irányába, új növényi kultúrákat, lent, kendert és dohányt honosított meg és megteremtette a feltételeket új települések alapításához. A település keletkezésének pontos dátuma nem ismert, de az tudható, hogy 1836-ban már lakott volt. Első lakói Tolna megyéből érkezett dunai svábok voltak, akiket a környező földek megművelésére telepített ide az Adamovich család. A település 1851-től használt Ivanovac elnevezése fennmaradt egészen az új tulajdonos, a szerb Maksimović Jovan megérkezéséig, aki egy nagyobb földterületet birtokolt a falu mellett, majd nagy politikai befolyására 1875-ben a település nevét ismét megváltoztatták, ezúttal Jovanovacra.
1857-ben 363, 1910-ben 1104 lakosa volt. Verőce vármegye Eszéki járásának része volt. 1904-ben felépítették a falu Szent Rozália templomát, mely később plébániatemplommá vált. Az 1910-es népszámlálás adatai szerint lakosságának 73%-a német, 16%-a horvát, 9%-a szerb, 2%-a magyar anyanyelvű volt. Az első világháború után 1918-ban az új szerb-horvát-szlovén állam, majd később (1929-ben) Jugoszlávia része lett. 1922-ben Németderzs önálló község lett és ezt a státuszát 30 évig megőrizte. 1944-től 1953-ig a történelmi eseményekkel összefüggésben a területen megváltozott a népesség nemzetiségi összetétele. Az eredeti magyar és német nemzetiségű lakosságot elüldözték. Az elhagyott házakba Zagorje és Dalmácia területéről a termékenyebb föld reményében új lakosok érkeztek, akik a földosztás során kaptak is földeket. 1962-től a közigazgatási rendezés után Eszék község igazgatása alá került. A falu 1991-től a független Horvátországhoz tartozik. 1991-ben lakosságának 93%-a horvát, 3%-a szerb, 2%-a jugoszláv nemzetiségű volt. A délszláv háború idején lakóinak menekülniük kellett és a falu 1991. december 5-én a szerb erők kezére került és csak 1992-ben kezdődött meg visszatelepülésük. 1993-ban megalakult Antalfalu község, melynek Németderzs is része lett. 2011-ben a falunak 1522 lakosa volt.

## Lakossága
| Lakosság változása | Lakosság változása | Lakosság változása | Lakosság változása | Lakosság változása | Lakosság változása | Lakosság változása | Lakosság változása | Lakosság változása | Lakosság változása | Lakosság változása | Lakosság változása | Lakosság változása | Lakosság változása | Lakosság változása | Lakosság változása |
| ------------------ | ------------------ | ------------------ | ------------------ | ------------------ | ------------------ | ------------------ | ------------------ | ------------------ | ------------------ | ------------------ | ------------------ | ------------------ | ------------------ | ------------------ | ------------------ |
| 1857               | 1869               | 1880               | 1890               | 1900               | 1910               | 1921               | 1931               | 1948               | 1953               | 1961               | 1971               | 1981               | 1991               | 2001               | 2011               |
| 363                | 981                | 829                | 936                | 945                | 1.104              | 1.141              | 1.153              | 1.603              | 1.500              | 1.467              | 1.542              | 1.573              | 1.554              | 1.276              | 1.522              |

## Gazdaság
A helyi gazdaság alapja a mezőgazdaság és az állattartás, de lakói közük sokan járnak dolgozni a közeli Eszékre is. A Jazbec család több mint 25 éve foglalkozik lipicai lovak tenyésztésével. Az állomány ma már több, mint százötven lóból áll. Rendszeres résztvevői állattenyésztési kiállításoknak, ahol már több díjat is nyertek.

## Nevezetességei
- A Szent Rozália tiszteletére szentelt római katolikus plébániatemplom 1904-ben épült. A délszláv háború következtében 1991-ben súlyosan megsérült, majd ezt követően újjáépítették.
- A honvédő háború emlékműve a délszláv háború helyi védőinek és civil áldozatainak állít emléket. Az emlékművet 2011. november 20-án avatták fel a németderzsiek száműzetésének huszadik évfordulójára a faluban és környékén elesett áldozatok neveivel.

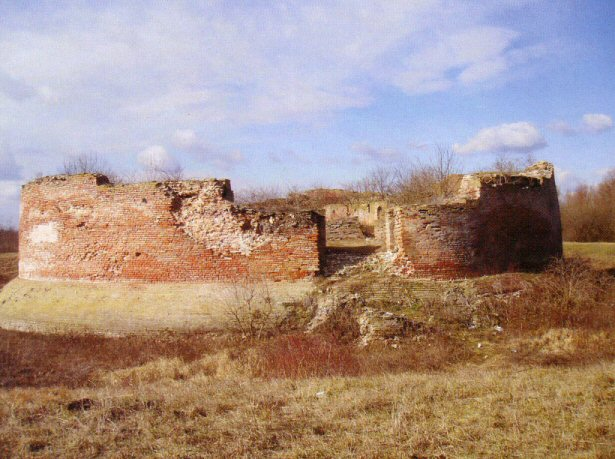
Kórógy várának romjai

- Németderzs és Csepin határán, de már Csepin területén találhatók Kórógy várának romjai.[5] A várat egy római erőd helyén építtette 1250 körül a vidék akkori birtokosa a Gut-Keled nembeli Kórógyi család. Azok közé a várak közé tartozik, melyeket a tatárjárás után IV. Béla rendeletére építettek. 1290-ben „castrum Kourough” néven említik először. 1472-ig a Kórógyi család birtokában volt, majd 1472 és 1474 között Csupor Miklósé, 1474 és 1476 között Pongrác Jánosé, végül 1476-tól 1526-ig a Jaksics családé. A mocsaras talajon tölgyfa cölöpökre építették, amelyeket keresztben fektettek a mocsaras alapzatra. Téglából, kör alaprajzúra épült, átmérője mintegy 40 méter. A falakat sánc és árok övezte. A terület lecsapolását követően a falak kiemelkedve álltak. Az 1988-as felújítás során falait jelentős mértékben visszafalazták, mellyel tömegét jelentősen megnövelték.
- A vár közelében a terep kissé emelkedett, de nem mutatja a tell jellemzőit. A leletek alapján valószínűleg éppen a középkori vár helyén volt egy őskori település központja. Tekintettel arra, hogy ezek felszíni leletek korlátozott számú töredéket képeznek, nem sikerült meghatározni az itteni  kultúrák időrendjét. A Starčevo és Sopot kultúra töredékeinek megjelenése a népesség hosszabb folytonosságát és egy több régészeti rétegű település létezését jelzi.[6]

## Kultúra
A településen a KUD „Klasje Slavonije” Antunovac-Ivanovac kulturális és művészeti egyesület működik.

## Oktatás
A településen az antalfalvi elemi iskola alsó tagozatos területi iskolája működik.

## Sport
Az NK Slavonija Ivanovac labdarúgóklubot 1954-ben alapították. A csapat a megyei 2. ligában szerepel.